# Pári
Pári là một thị trấn thuộc hạt Tolna, Hungary. Thị trấn này có diện tích 13,06 km², dân số năm 2010 là 657 người, mật độ 50 người/km².